# Public safety diving

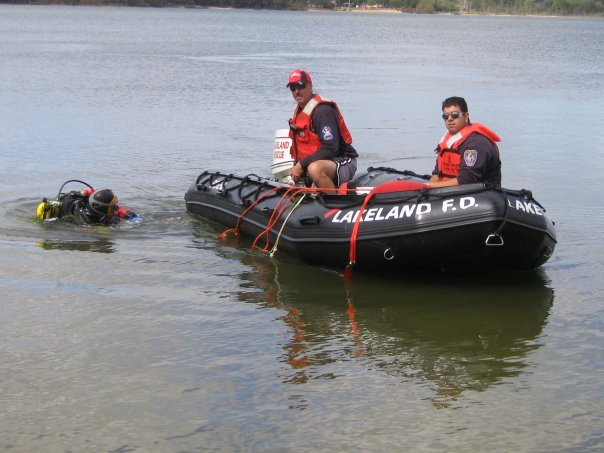
Een oefening van het duikreddingsteam van de brandweer in de Amerikaanse staat New York

Public safety diving (PSD) is een type duiken dat uitgevoerd als onderdeel van wetshandhaving en zoek- en reddingsacties door bijvoorbeeld de politie en brandweer.
Recreatieve, wetenschappelijke en commerciële duikers kunnen over het algemeen de datum, tijd en locatie van een duik plannen, en duiken als de omstandigheden daarvoor geschikt zijn. PSD-duikers daarentegen reageren over het algemeen direct op (nood)situaties en kunnen indien nodig in de nacht duiken, tijdens slecht weer, in "zwart water" zonder zicht of in wateren die vervuild zijn door chemicaliën en biologische gevaren.
Naast basistraining voor duikvaardigheden, hebben PSD-duikers een gespecialiseerde training nodig voor het herkennen van gevaren, het uitvoeren van risicobeoordelingen, zoekprocedures, duiken bij slecht of geen zicht, het gebruik van volgelaatsmaskers met communicatiesystemen en het opsporen en bergen van objecten.
De Professional Association of Diving Instructors (PADI) heeft samen met Mike Berry van UCI Divers de opleiding PADI Public Safety Diver ontwikkeld. Hierin wordt de basiskennis voor PSD behandeld en aangeleerd. In de Verenigde Staten, enkele Europese landen en diverse landen in Afrika is de PSD-opleiding de basis voor de duikteams van de politie en brandweer. Ook verscheidene reddings- en zoekdiensten gebruiken deze opleiding als basistraining voor hun duikteams.